# Julien Vergeylen
Julien Vergeylen (Lede, 24 maart 1935) is een voormalig Belgisch politicus voor de CVP.

## Levensloop
Vergeylen werd bediende bij het ACW. In 1980 werd hij ACV-secretaris van het arrondissement Sint-Niklaas.
Hij werd ook politiek actief voor de CVP en was voor deze partij van 1971 tot 1994 gemeenteraadslid van Sint-Niklaas. Tevens zetelde hij van 1977 tot 1980 in de Senaat als rechtstreeks verkozen senator voor het kiesarrondissement Dendermonde-Sint-Niklaas. In de periode mei 1977 - oktober 1980 had hij als gevolg van het toen bestaande dubbelmandaat ook zitting in de Cultuurraad voor de Nederlandse Cultuurgemeenschap.